# Ashmeadiella leucozona
Ashmeadiella leucozona là một loài Hymenoptera trong họ Megachilidae. Loài này được Cockerell mô tả khoa học năm 1924.